# 画工司
画工司（がこうし）は、日本の律令制において中務省に属する機関の一つである。

## 職掌
画工司は宮中の絵画制作や彩色を担当していた。そのため画工司には才伎長上の画師（えし）と伴部の画部（えかきべ）が所属している。のちに官営工房の再編で内匠寮として再編された。平安時代には画所がその業務を継承した。

## 職員
- 正（正六位上相当）一名
- 佑（従七位下相当）一名
- 令史（大初位上相当）一名

- 使部
- 直丁

- 画師（大初位上相当）
- 画部